# Campo di concentramento di Hoeryŏng
Il campo di concentramento di Hoeryŏng o Haengyŏng (회령 정치범 수용소?, 會寧政治犯收容所?, Hoeryeong Jeongchibeum SuyongsoLR, Hoeryŏng Chŏngch'ibŏm SuyongsoMR), ufficialmente Kwa-li-so n° 22 (회령 제22호 관리소?, 會寧第二十二號管理所?, Hoeryeong Je Isipi-ho GwallisoLR, Hoeryŏng Che Isibi-ho KwallisoMR; in italiano: colonia penale lavorativa n° 22), era un campo di concentramento situato in Corea del Nord che sembra essere stato chiuso nel 2012.

## Posizione
Il Campo 22 si trovava nella contea di Hoeryŏng, nella provincia dello Hamgyŏng Settentrionale, nel nord-est del Paese, vicino al confine. Era situato in una valle circondata da montagne alte 400–700 m (1 300–2 300 ft). L'ingresso sud-ovest del campo si trovava a circa 7 km (4,3 mi) a nord-est della periferia di Hoeryong e l'ingresso principale a circa 15 km (9,3 mi) a sud-est di Kaishantun, nella provincia della città di Jilin in Cina. Il confine occidentale del campo si ergeva parallelo al fiume Tumen, confine naturale con la Cina, distante 5–8 km (3,1–5,0 mi). Il campo è stato segnato sulle mappe solo di recente, e il governo nordcoreano ne ha negato l'esistenza.